# Гребінець середземноморський
Гребінець середземноморський (Flexopecten glaber) — вид морських двостулкових молюсків родини морські гребінці (Pectinidae).

## Класифікація
У виду є три визнаних підвиди:
- Flexopecten glaber glaber
- Гребінець чорноморський (Flexopecten glaber ponticus Bucquoy, Dautzenberg & Dollfus, 1889)
- Flexopecten glaber proteus (Dillwyn, 1817)